# 硫酸长春碱
硫酸长春碱（化学式：C46H60N4O13S）常温下是白色固体，为长春碱的硫酸盐，可用作抗肿瘤药，用于治疗何杰金氏病和绒毛膜上皮癌，对淋巴肉瘤、急性白血病、乳腺癌等也有一定疗效。與微管黏合，抑制微管合成作用。鈣離子和硫酸長春鹼形成配位化合物後，會通過靜電作用與DNA雙螺旋上的磷酸根結合，從而促進了硫酸長春鹼-DNA之間的反應。